# IC 1207
IC 1207 bezeichnet im Index-Katalog 6 bis 8 scheinbar dicht beieinander liegende Sterne im Sternbild Skorpion. Der Katalogeintrag geht auf eine Beobachtung des Astronomen John Macon Thome im Jahre 1890 zurück.